# Chelodina walloyarrina
Chelodina walloyarrina — вид бокошиїх черепах родини Змієшиї черепахи (Chelidae). Вид поширений  регіоні Північний Кімберлі у Західній Австралії. Про біологію виду відомо мало, проте створено кілька проектів, що досліджують цих черепах.